# Championnat du Qatar de football 2000-2001
Navigation
Saison précédente Saison suivante
La saison 2000-2001 du Championnat du Qatar de football est la trente-septième édition du championnat national de première division au Qatar. Les neuf meilleures équipes du pays sont regroupées au sein d'une poule unique où elles s'affrontent deux fois, à domicile et à l'extérieur. En fin de saison, le dernier du classement est relégué et remplacé par le champion de deuxième division.
C'est le club d'Al-Wakrah Sports Club qui remporte la compétition, après avoir terminé en tête du classement final, avec trois points d'avance sur l'Al-Arabi Sports Club. C'est le 2e titre de champion du Qatar de l'histoire du club, après celui remporté en 1999.

## Les clubs participants
| - Al-Rayyan SC - Al-Arabi Sports Club - Al Ahly Doha - Al Taawun - Al Ittihad Doha - Qatar SC - Sadd Sports Club - Al Shamal - Al-Wakrah Sports Club |

## Compétition

### Classement
Le classement est établi sur le barème de points classique (victoire à 3 points, match nul à 1, défaite à 0).
| Rang | Équipe                | Pts | J  | G  | N | P  | Bp | Bc | Diff |
| ---- | --------------------- | --- | -- | -- | - | -- | -- | -- | ---- |
| 1    | Al-Wakrah Sports Club | 32  | 16 | 10 | 2 | 4  | 29 | 22 | +7   |
| 2    | Al-Arabi Sports Club  | 29  | 16 | 8  | 5 | 3  | 28 | 18 | +10  |
| 3    | Al Taawun             | 28  | 16 | 8  | 4 | 4  | 25 | 15 | +10  |
| 4    | Al-Rayyan SC          | 28  | 16 | 8  | 4 | 4  | 30 | 22 | +8   |
| 5    | Al Ittihad Doha       | 28  | 16 | 8  | 4 | 4  | 27 | 19 | +8   |
| 6    | Sadd Sports Club (T)  | 24  | 16 | 7  | 3 | 6  | 25 | 21 | +4   |
| 7    | Al Ahly Doha          | 18  | 16 | 5  | 3 | 8  | 32 | 34 | -2   |
| 8    | Qatar SC (C)          | 14  | 16 | 4  | 2 | 10 | 18 | 27 | -9   |
| 9    | Al Shamal             | 1   | 16 | 0  | 1 | 15 | 14 | 50 | -36  |

|  | Qualification pour la Coupe d'Asie des clubs champions 2001-2002       |
|  | Qualification pour la Coupe des Coupes 2001-2002                       |
|  | Qualification pour la Coupe des clubs champions du golfe Persique 2002 |
|  | Relégation directe en deuxième division                                |
|  | (T) : Tenant du titre (C) : Vainqueur de la Coupe du Qatar             |

## Bilan de la saison
| Championnat du Qatar de football 2000-2001                        |                                  |
| Champion                                                          | Al-Wakrah Sports Club (2e titre) |
| Coupes et trophées                                                |                                  |
| Vainqueur de la Coupe du Qatar 2000-2001                          | Qatar SC                         |
| Qualifications continentales                                      |                                  |
| Coupe d'Asie des clubs champions 2001-2002                        | Al-Wakrah Sports Club            |
| Coupe des Coupes 2001-2002                                        | Sadd Sports Club                 |
| Coupe des clubs champions du golfe Persique 2002                  | Al-Arabi Sports Club             |
| Promotions et relégations                                         |                                  |
| Promus en Qatar Stars League                                      | Al-Markhiya Sports Club          |
| Relégués en Championnat du Qatar de football de deuxième division | Al Shamal                        |